# Microchilus brachyplectron
Microchilus brachyplectron là một loài thực vật có hoa trong họ Lan. Loài này được (Pabst) Ormerod mô tả khoa học đầu tiên năm 2002.